# Liste des planètes mineures non numérotées découvertes en mars 2006
Pour un article plus général, voir Liste des planètes mineures non numérotées découvertes en 2006.
Pour un article plus général, voir Liste des planètes mineures.
Cet article dresse la liste des planètes mineures (astéroïdes, centaures, objets transneptuniens et assimilés) non numérotées découvertes en mars 2006 dans l'ordre de leur découverte.
Au 15 janvier 2025, 661 077 des 1 434 993 planètes mineures répertoriées par le Centre des planètes mineures ne sont pas encore numérotées, soit 46,07 %.

## Rappel concernant la désignation provisoire
La désignation provisoire indique l'ordre de découverte de ces objets. En effet, cette désignation est composée de l'année de découverte (par exemple 2006) suivie de la quinzaine (demi-mois) de découverte (p.e. A = 1-15 janvier) puis de l'ordre de découverte dans cette quinzaine. Cet ordre est indiqué par une lettre et éventuellement un chiffre comme suit : A pour la première découverte, B pour la deuxième, ..., Z pour la 25e (le I n'est pas utilisé pour éviter la confusion avec 1), A1 pour la 26e, B1 pour la 27e, etc. , Z1 pour la 50e, A2 pour la 51e, B2 pour la 52e, etc. L'ordre de la numérotation ne suit donc pas l'ordre alphanumérique. 2006 AA1 suit ainsi 2006 AZ et précède 2006 AB1.

## Liste

### Du1erau 15 mars 2006
- 2006 EA
- 2006 EB
- 2006 EC
- 2006 EE
- 2006 EH
- 2006 EW
- 2006 EX
- 2006 EY
- 2006 EA1
- 2006 EB1
- 2006 EC1
- 2006 ED1
- 2006 EF1
- 2006 EH1
- 2006 EU2
- 2006 EZ2
- 2006 EE3
- 2006 ER3
- 2006 EV3
- 2006 EN5
- 2006 EB6
- 2006 EC6
- 2006 ED6
- 2006 EF6
- 2006 EM6
- 2006 EW6
- 2006 EX6
- 2006 EZ6
- 2006 EK7
- 2006 EH8
- 2006 EK8
- 2006 EN8
- 2006 EG9
- 2006 EM9
- 2006 ER9
- 2006 ET9
- 2006 EP10
- 2006 EZ10
- 2006 EJ11
- 2006 EO11
- 2006 ES11
- 2006 EZ11
- 2006 EQ12
- 2006 EB13
- 2006 EL13
- 2006 EP13
- 2006 EY13
- 2006 EJ14
- 2006 EY14
- 2006 ED15
- 2006 ER16
- 2006 EJ17
- 2006 EN18
- 2006 EF19
- 2006 EK20
- 2006 EY20
- 2006 EP21
- 2006 EB22
- 2006 EC22
- 2006 EW22
- 2006 EH23
- 2006 EK23
- 2006 EU23
- 2006 EX23
- 2006 EB24
- 2006 EF24
- 2006 ET24
- 2006 EN25
- 2006 ER25
- 2006 ET25
- 2006 EV27
- 2006 EX27
- 2006 EY27
- 2006 ES28
- 2006 ET28
- 2006 EC29
- 2006 EH29
- 2006 EJ29
- 2006 EN29
- 2006 EA30
- 2006 ES30
- 2006 EL31
- 2006 EP32
- 2006 EZ33
- 2006 EH34
- 2006 EA35
- 2006 EH35
- 2006 EN35
- 2006 EQ35
- 2006 ET35
- 2006 EM36
- 2006 ES36
- 2006 ET36
- 2006 EU36
- 2006 EJ38
- 2006 EO38
- 2006 EP38
- 2006 EF39
- 2006 EG39
- 2006 EH39
- 2006 EJ41
- 2006 EG43
- 2006 EK43
- 2006 ED44
- 2006 EF44
- 2006 EJ45
- 2006 EK45
- 2006 ES45
- 2006 EZ45
- 2006 EP47
- 2006 EN48
- 2006 EY48
- 2006 ED49
- 2006 EQ49
- 2006 EB50
- 2006 EQ51
- 2006 EQ52
- 2006 ES52
- 2006 EW52
- 2006 EX52
- 2006 EJ53
- 2006 EK53
- 2006 EP53
- 2006 ER53
- 2006 EZ53
- 2006 EE54
- 2006 EM54
- 2006 EE55
- 2006 EN55
- 2006 EF56
- 2006 EE57
- 2006 EK57
- 2006 EM58
- 2006 EV58
- 2006 EA59
- 2006 EU59
- 2006 ET60
- 2006 EW60
- 2006 EH61
- 2006 EW63
- 2006 EX63
- 2006 EB64
- 2006 ER65
- 2006 EW66
- 2006 ES67
- 2006 EG68
- 2006 EM68
- 2006 EN68
- 2006 EW68
- 2006 EY68
- 2006 EF69
- 2006 EK69
- 2006 EN69
- 2006 EF71
- 2006 EN73
- 2006 EQ73
- 2006 ET73
- 2006 EW73
- 2006 EN75
- 2006 EW77
- 2006 EE78
- 2006 EF78
- 2006 EH78
- 2006 EK78
- 2006 EM78
- 2006 EY78
- 2006 EO79
- 2006 EP79
- 2006 ES79
- 2006 EV79
- 2006 EB80
- 2006 EJ80
- 2006 ES80
- 2006 EU80
- 2006 EV80
- 2006 EW80
- 2006 EB81
- 2006 EC81
- 2006 EE81
- 2006 EN81
- 2006 EO81
- 2006 EP81
- 2006 EQ81
- 2006 ER81
- 2006 EB82
- 2006 EE82
- 2006 EJ82
- 2006 EK82
- 2006 EL82
- 2006 EM82
- 2006 ES82
- 2006 EU82
- 2006 EA83
- 2006 EB83
- 2006 ED83
- 2006 EE83
- 2006 EF83
- 2006 EG83
- 2006 EJ83
- 2006 EK83
- 2006 EL83
- 2006 EN83
- 2006 EP83
- 2006 EQ83
- 2006 ER83
- 2006 ES83
- 2006 ET83
- 2006 EU83
- 2006 EW83
- 2006 EX83
- 2006 EY83
- 2006 EZ83
- 2006 EA84

### Du 16 au 31 mars 2006
- 2006 FH
- 2006 FJ
- 2006 FU
- 2006 FV
- 2006 FW
- 2006 FL1
- 2006 FC3
- 2006 FN3
- 2006 FT3
- 2006 FV4
- 2006 FB6
- 2006 FN6
- 2006 FB8
- 2006 FE9
- 2006 FF9
- 2006 FH9
- 2006 FK9
- 2006 FL9
- 2006 FH10
- 2006 FJ10
- 2006 FL10
- 2006 FC13
- 2006 FC15
- 2006 FY15
- 2006 FS16
- 2006 FM18
- 2006 FN19
- 2006 FR21
- 2006 FV21
- 2006 FY21
- 2006 FG22
- 2006 FO22
- 2006 FU22
- 2006 FR25
- 2006 FW25
- 2006 FB27
- 2006 FK29
- 2006 FL29
- 2006 FF31
- 2006 FJ31
- 2006 FZ32
- 2006 FV33
- 2006 FX33
- 2006 FC35
- 2006 FY35
- 2006 FG36
- 2006 FR37
- 2006 FX38
- 2006 FL39
- 2006 FS39
- 2006 FU39
- 2006 FE40
- 2006 FH40
- 2006 FZ40
- 2006 FG41
- 2006 FS42
- 2006 FH51
- 2006 FC54
- 2006 FE54
- 2006 FD56
- 2006 FE56
- 2006 FF56
- 2006 FJ56
- 2006 FM57
- 2006 FN57
- 2006 FO57
- 2006 FT57
- 2006 FC58
- 2006 FD58
- 2006 FZ58
- 2006 FA59
- 2006 FB59
- 2006 FF59
- 2006 FG59
- 2006 FJ59
- 2006 FK59
- 2006 FL59
- 2006 FM59
- 2006 FN59
- 2006 FV59
- 2006 FW59
- 2006 FX59
- 2006 FY59
- 2006 FB60
- 2006 FC60
- 2006 FD60
- 2006 FK60
- 2006 FM60
- 2006 FP60
- 2006 FU60
- 2006 FW60
- 2006 FX60
- 2006 FA61
- 2006 FC61
- 2006 FD61
- 2006 FL61
- 2006 FN61
- 2006 FR61
- 2006 FS61
- 2006 FT61
- 2006 FU61
- 2006 FV61
- 2006 FW61
- 2006 FX61
- 2006 FY61
- 2006 FB62
- 2006 FC62
- 2006 FD62
- 2006 FE62
- 2006 FF62